# Chromatics
Chromatics (Кроме́тікс) — американський музичний дрім-поп/синт-поп гурт із Портленда, Орегон. Заснований 2001 року. Chromatics — є одним із гуртів, який виступає в Roadhouse у третьому сезоні серіалу Девіда Лінча «Твін Пікс».

## Учасниці
- Рут Раделет (англ. Ruth Radelet) — спів, синтезатор, гітара
- Адам Міллер (англ. Adam Miller) — гітара, вокодер
- Нат Вокер (англ. Walker) — барабани, синтезатор
- Джоні Джевел (англ. Johnny Jewel) — продюсер, мульти-інструменталіст

## Дискографія
- Chrome Rats vs. Basement Rutz (Gold Standard Laboratories, 2003)
- Plaster Hounds (Gold Standard Laboratories, 2004)
- Night Drive (Italians Do It Better, 2007)
- Kill for Love (Italians Do It Better, 2012)
- Cherry (Italians Do It Better, 2014)
- Nite (Italians Do It Better, 2017)
- Closer to Grey (Italians Do It Better, 2019)
- Faded Now (Italians Do It Better, 2020)